# Serratia fonticola
Serratia fonticola es una bacteria gramnegativa, anaerobia facultativo, de la familia Yersiniaceae, género Serratia. Fue descrita por primera vez en 1979. Este germen se ha aislado del agua y del suelo, también se ha detectado su presencia en heridas infectadas y en las vías respiratorias superiores de humanos, así como en el tracto digestivo de aves y en la piel de reptiles. Excepcionalmente puede causar enfermedad en humanos.

## Serratia fonticola en patología humana
Serratia fonticola es un germen oportunista que solo puede causar enfermedad en determinadas circunstancias poco usuales. En 1989 se describió el primer caso de afectación humana, que correspondía a un paciente que sufrió un absceso en una pierna, tras una fractura de fémur que fue sometida a cirugía, también se ha comprobado que puede colonizar úlceras vasculares de pierna y provocar infecciones de heridas por mordedura de animales. El germen suele ser resistente a diferentes antibióticos. Dentro del género Serratia, Serratia marcescens es la especie patógena principal. Serratia plymuthica, Serratia liquefaciens, Serratia rubidaea, Serratia odorífera y Serratia fonticola se aíslan muy raramente de pacientes.